# Kanton Brest-Saint-Pierre
Kanton Brest-Saint-Pierre (fr. Canton de Brest-Saint-Pierre) je francouzský kanton v departementu Finistère v regionu Bretaň. Skládá se z části města Brest.